# Municipio de Liverpool (Illinois)
El municipio de Liverpool (en inglés: Liverpool Township) es un municipio ubicado en el condado de Fulton en el estado estadounidense de Illinois. En el año 2010 tenía una población de 544 habitantes y una densidad poblacional de 4,99 personas por km².

## Geografía
Según la Oficina del Censo de los Estados Unidos, el municipio tiene una superficie total de 109 km², de la cual 104,26 km² corresponden a tierra firme y (4,35 %) 4,74 km² es agua.

## Demografía
Según el censo de 2010, había 544 personas residiendo en el municipio de Liverpool. La densidad de población era de 4,99 hab./km². De los 544 habitantes, el municipio de Liverpool estaba compuesto por el 97,61 % blancos, el 0,92 % eran afroamericanos, el 0,37 % eran amerindios, el 0,18 % eran asiáticos, el 0,37 % eran de otras razas y el 0,55 % eran de una mezcla de razas. Del total de la población el 0,37 % eran hispanos o latinos de cualquier raza.